# Parker Hale M82

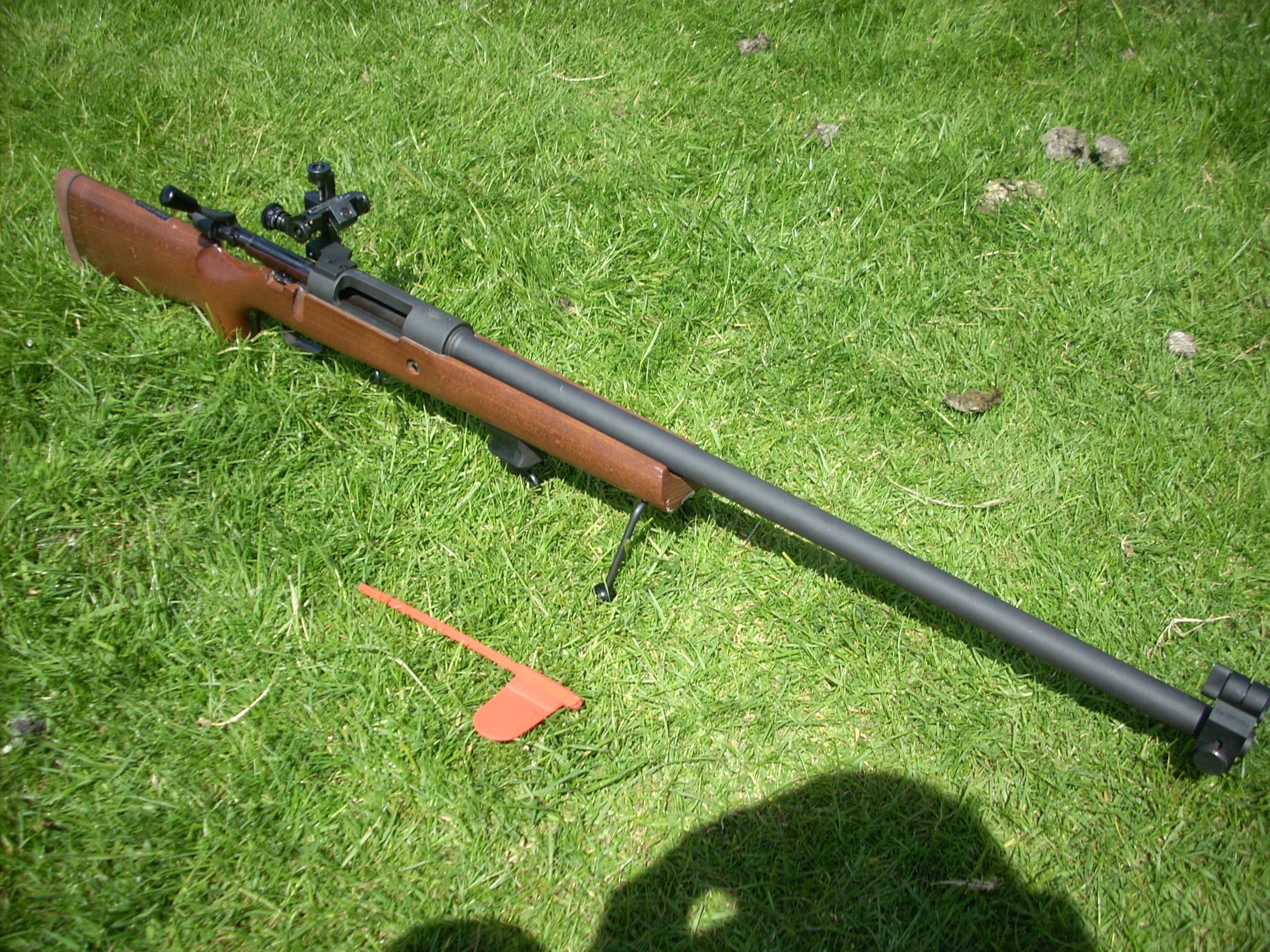
L81 A2 Cadet Target Rifle.

Le Parker Hale M82 est un fusil de précision de fabrication britannique en service de 1972 à 2003.

## Mécanique
Le M82 emploie une culasse rotative emprunté au célèbre Mauser 98. La crosse est en bois.

## Diffusion
- Australie : Australian Defence Force
- Canada : Forces Canadiennes
- Royaume-Uni : Forces armées britanniques
- Nouvelle-Zélande : New Zealand Defence Force

## Sources
- R.D. Jones & A. White, Jane's Guns Recognition Guide, 5th Edition, HarperCollins,  2008.